# Arcozelo (Vila Nova de Gaia)
Arcozelo ist eine Gemeinde im Nordwesten Portugals.

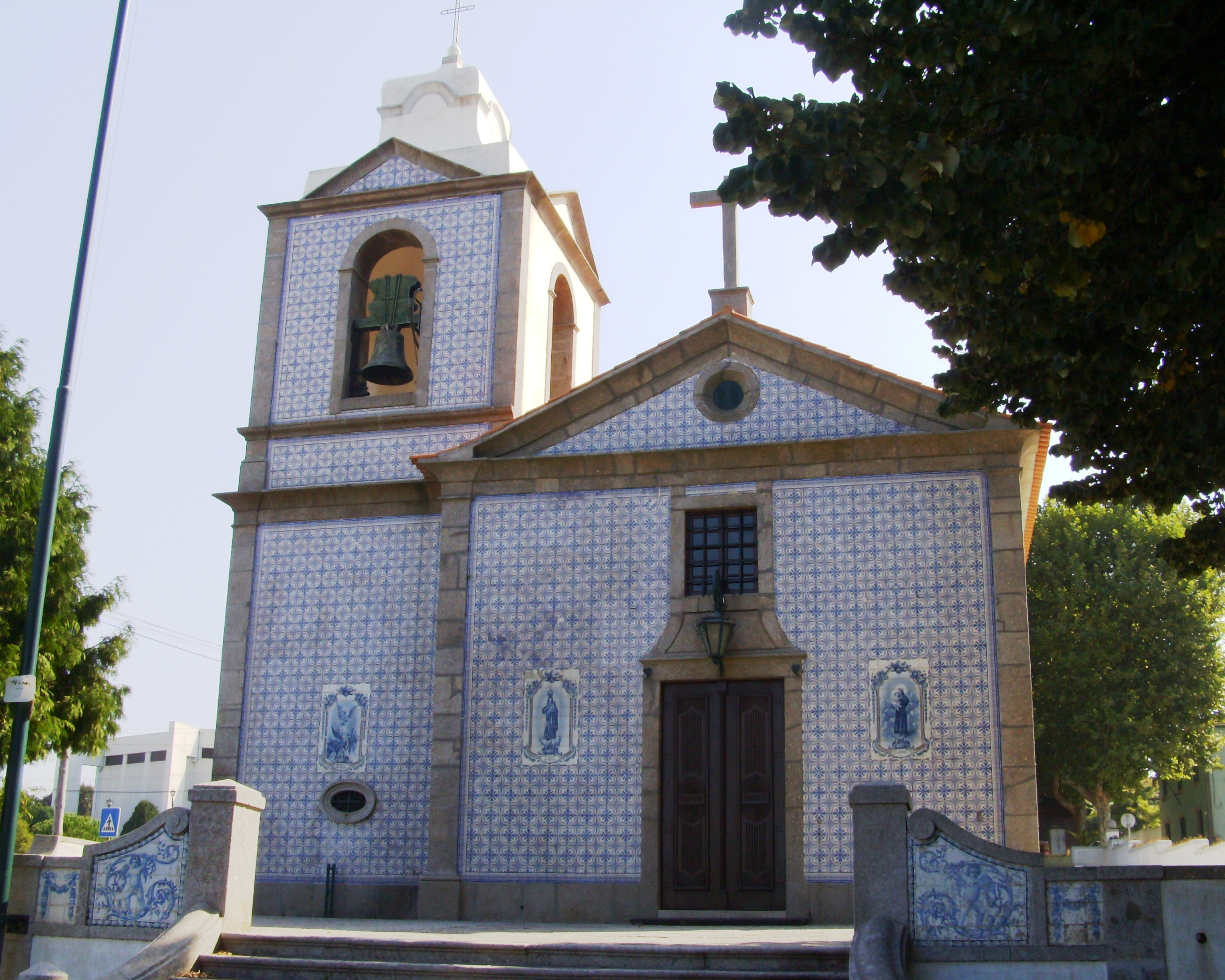
Pfarrkirche von Arcozelo

Arcozelo gehört zum Kreis Vila Nova de Gaia im Distrikt Porto, besitzt eine Fläche von 8,5 km² und hat 15.144 Einwohner (Stand 19. April 2021). Der Ort wurde am 18. Februar 1987 zur Vila (dt.: Kleinstadt) erhoben.

## Sehenswürdigkeiten
- Estação Litoral da Aguda